# Desmond Mason
Desmond Tremaine Mason (Waxahachie, Teksas, 11. listopada 1977.) američki je profesionalni košarkaš. Igra na poziciji bek šutera, a može igrati i nisko krilo. Trenutačno je slobodan igrač. Izabran je u 1. krugu (17. ukupno) NBA drafta 2000. od strane Seattle SuperSonicsa.

## NBA karijera
Izabran je kao 17. izbor NBA drafta 2000. od strane Seattle SuperSonicsa. Tijekom All-Star vikenda 2001. godine, Masonse je sudjelovao na Slam Dunk natjecanju gdje je sa svojim sjajnim zakucavanjima odnio pobjedu. U sezoni 2002./03. Mason je mijenjan u Milwaukee Buckse zajedno s Garyem Paytonom u zamjenu za Raya Allena i Ronalda Murrayja. 26. listopada 2005. Mason je mijenjan u New Orleans Hornetse zajedno s izborom prvog kruga na NBA draftu 2006. godine u zamjenu za Jamaala Magloirea. 23. srpnja 2007. Mason je potpisao dvogodišnji ugovor s Milwaukee Bucksima te se nakon dvije godine ponovno vratio u redove Bucksa. Međutim nakon samo jedne sezone, Mason je ponovno mijenjan te je ovaj puta završio u redovima Oklahoma City Thundera. Nakon završetka sezone 2008./09. Mason je potpisao veteranski minimum sa Sacramento Kingsima, ali je ubrzo otpušten.

## NBA statistika

### Regularni dio
| Godina    | Klub             | Odig. uta. | Uta. poč. | Min. | 2P%  | 3P%  | Sl. bac.% | Skok. | Asist. | Ukr. lop. | Blok. | Poena |
| --------- | ---------------- | ---------- | --------- | ---- | ---- | ---- | --------- | ----- | ------ | --------- | ----- | ----- |
| 2000./01. | Seattle          | 78         | 14        | 19.5 | .431 | .269 | .736      | 3.2   | .8     | .5        | .3    | 5.9   |
| 2001./02. | Seattle          | 75         | 20        | 32.3 | .464 | .271 | .848      | 4.7   | 1.4    | .9        | .4    | 12.4  |
| 2002./03. | Seattle          | 52         | 15        | 34.8 | .436 | .291 | .740      | 6.4   | 1.8    | .9        | .4    | 14.1  |
| 2002./03. | Milwaukee        | 28         | 25        | 34.0 | .474 | .294 | .765      | 6.7   | 2.4    | .7        | .4    | 14.8  |
| 2003./04. | Milwaukee        | 82         | 31        | 30.9 | .472 | .231 | .769      | 4.4   | 1.9    | .7        | .3    | 14.4  |
| 2004./05. | Milwaukee        | 80         | 71        | 36.2 | .443 | .125 | .802      | 3.9   | 2.7    | .7        | .3    | 17.2  |
| 2005./06. | NO/Oklahoma City | 70         | 55        | 30.0 | .399 | .167 | .682      | 4.3   | .9     | .6        | .2    | 10.8  |
| 2006./07. | NO/Oklahoma City | 75         | 75        | 34.3 | .452 | .000 | .663      | 4.6   | 1.5    | .7        | .3    | 13.7  |
| 2007./08. | Milwaukee        | 59         | 56        | 28.8 | .482 | .000 | .659      | 4.3   | 2.1    | .7        | .5    | 9.7   |
| 2008./09. | Oklahoma City    | 39         | 19        | 27.3 | .435 | .000 | .541      | 4.0   | 1.2    | .4        | .8    | 7.5   |
| Ukupno    |                  | 638        | 381       | 30.7 | .449 | .260 | .740      | 4.5   | 1.6    | .9        | .4    | 12.2  |

### Doigravanje
| Godina    | Klub      | Odig. uta. | Uta. poč. | Min. | 2P%  | 3P%  | Sl. bac.% | Skok. | Asist. | Ukr. lop. | Blok. | Poena |
| --------- | --------- | ---------- | --------- | ---- | ---- | ---- | --------- | ----- | ------ | --------- | ----- | ----- |
| 2001./02. | Seattle   | 5          | 5         | 41.0 | .421 | .333 | .588      | 6.2   | 1.8    | .8        | .4    | 11.8  |
| 2002./03. | Milwaukee | 6          | 6         | 34.0 | .509 | .000 | .710      | 7.0   | .8     | 1.0       | .7    | 13.0  |
| 2003./04. | Milwaukee | 5          | 5         | 39.6 | .338 | .000 | .846      | 4.8   | 2.4    | .8        | .4    | 14.4  |
| Ukupno    |           | 16         | 16        | 37.9 | .414 | .111 | .730      | 6.1   | 1.6    | .9        | .5    | 13.1  |

## Vanjske poveznice
- Profil na NBA.com
- Profil na Basketball-Reference.com